# 207585 Любар
207585 Любар (207585 Lubar) — астероїд головного поясу, відкритий 17 серпня 2006 року.